# Iglesia de San Raimundo de Peñafort (Barcelona)
La iglesia de San Raimundo de Peñafort (en catalán: església de Sant Ramon de Penyafort), también conocida como iglesia de Santa María de Montsió (o simplemente Montsió) —que era su antiguo nombre— se encuentra en la rambla de Cataluña, en el distrito del Ensanche de Barcelona. La iglesia gótica original fue construida entre los siglos xiv y xv, aunque fue trasladada a su actual emplazamiento entre 1882 y 1890, época en que fue reformada por Joan Martorell, quien diseñó la nueva fachada en estilo neogótico. Pertenece al arciprestazgo de la Purísima Concepción de la Archidiócesis de Barcelona. Este inmueble está inscrito como Bien Cultural de Interés Local (BCIL) en el Inventario del Patrimonio Cultural catalán con el código 08019/1422.

## Historia y descripción

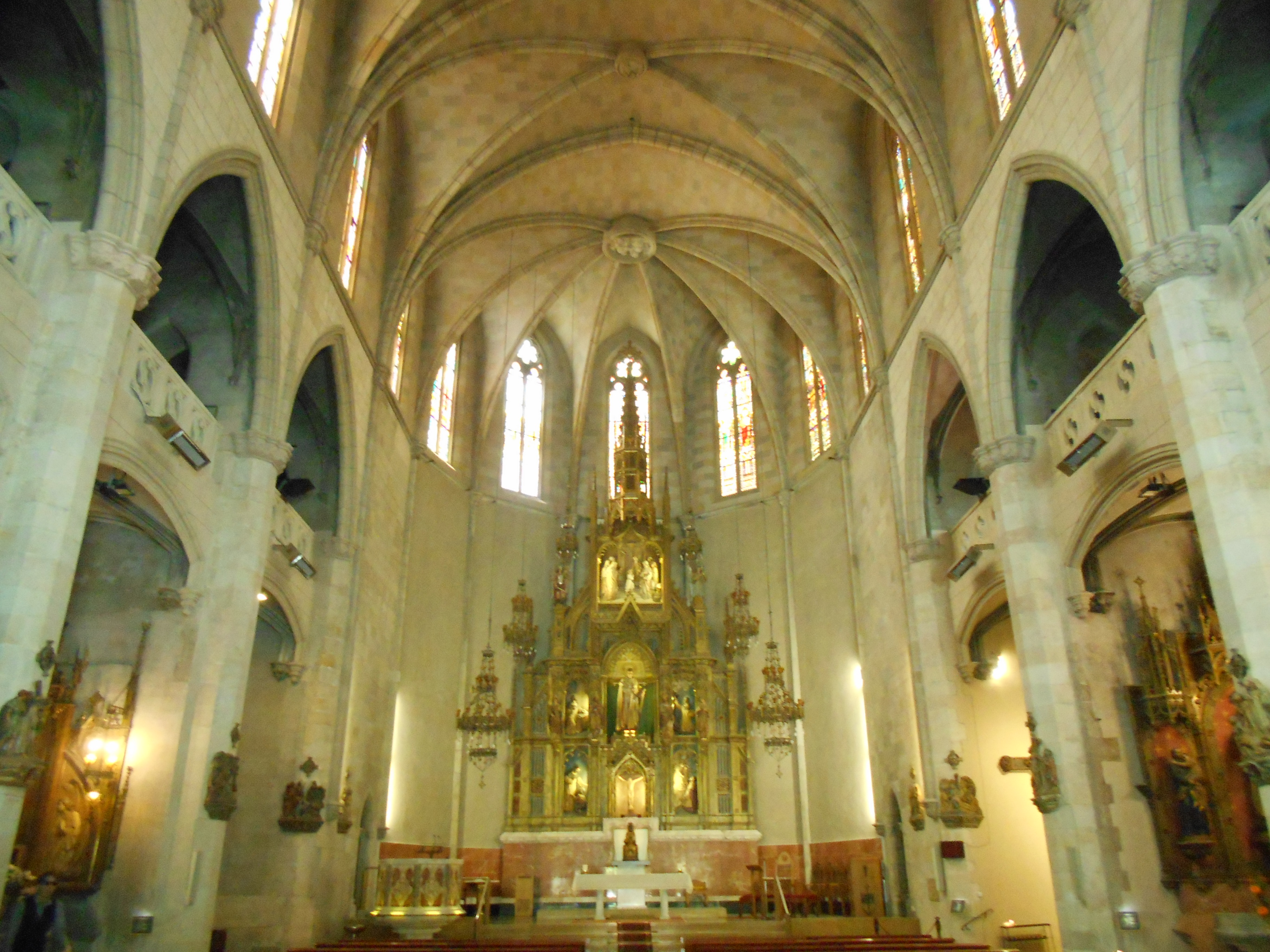
Interior de la iglesia.

La actual iglesia tiene su origen en el conjunto de monasterio e iglesia de Santa María de Montsió, de la orden agustina, ubicado antiguamente en el Barrio Gótico, en la calle de Montsió, cerca del Portal del Ángel. Las obras de la iglesia se iniciaron en 1388 y duraron hasta inicios del siglo XV. En 1423 el conjunto fue adquirido por monjas dominicas. Entre 1882 y 1890 las monjas cambiaron de ubicación, por lo que se trasladó el conjunto a un nuevo solar en la rambla de Cataluña. Se trasladaron piedra a piedra la iglesia, el claustro y la sala capitular, bajo la supervisión del arquitecto Joan Martorell. El conjunto sufrió algunos desperfectos durante la Guerra Civil. En 1945 las monjas se trasladaron a Esplugas de Llobregat, adonde se llevaron el claustro, mientras que la sala capitular desapareció; la iglesia fue convertida en parroquia y dedicada a san Raimundo de Peñafort.
La iglesia es de estilo gótico, con nave única y cabecera poligonal, con cinco tramos de bóveda de crucería y capillas laterales entre los contrafuertes. La fachada fue realizada de nueva construcción tras su traslado, con un proyecto elaborado por Joan Martorell en estilo neogótico; presenta tres arcos apuntados de entrada, con la inscripción latina Florens ut rosa fragans sicut lilium, sobre la que se sitúa una escultura de la Virgen del Rosario, obra de Maximí Sala, y sobre esta un gran rosetón.
El retablo del altar mayor fue quemado en 1936. El actual es de 1950, obra de Claudi Rius. De abajo a arriba presenta las siguientes imágenes: Nuestra Señora de Montserrat, Aparición de la Virgen a san Raimundo, Jesús crucificado, san Raimundo revive un moribundo para que muera en paz con Dios, santa Lucía, san Raimundo va de Mallorca a Barcelona sobre su capa, san Eduardo, san Raimundo canónigo de la catedral de Barcelona, san Ricardo, san Raimundo escribiendo las decretales, santa Eulalia, san Gabriel Arcángel, Presentación de la Virgen y san Miguel Arcángel.

## Galería

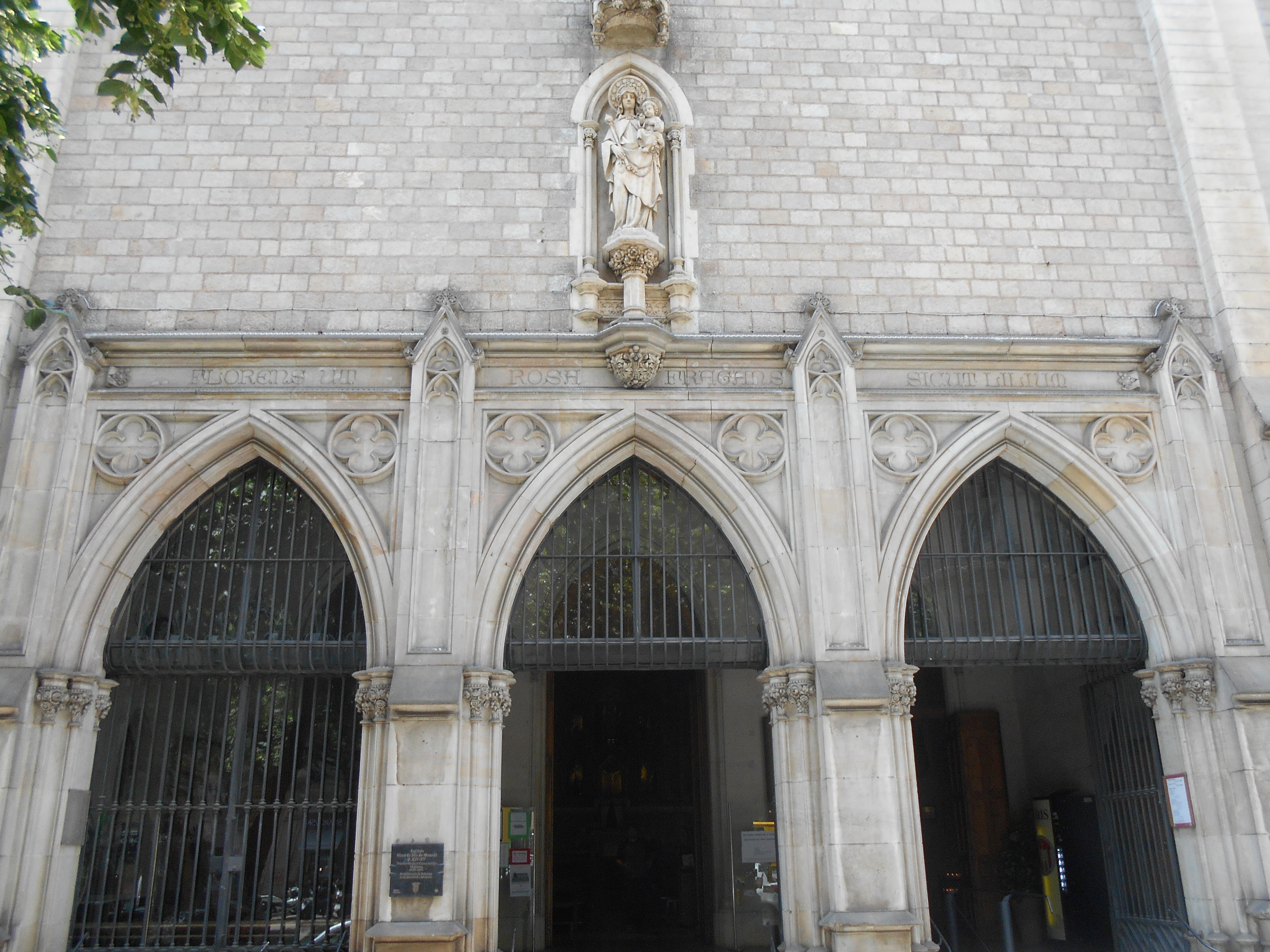
Arquería de entrada.
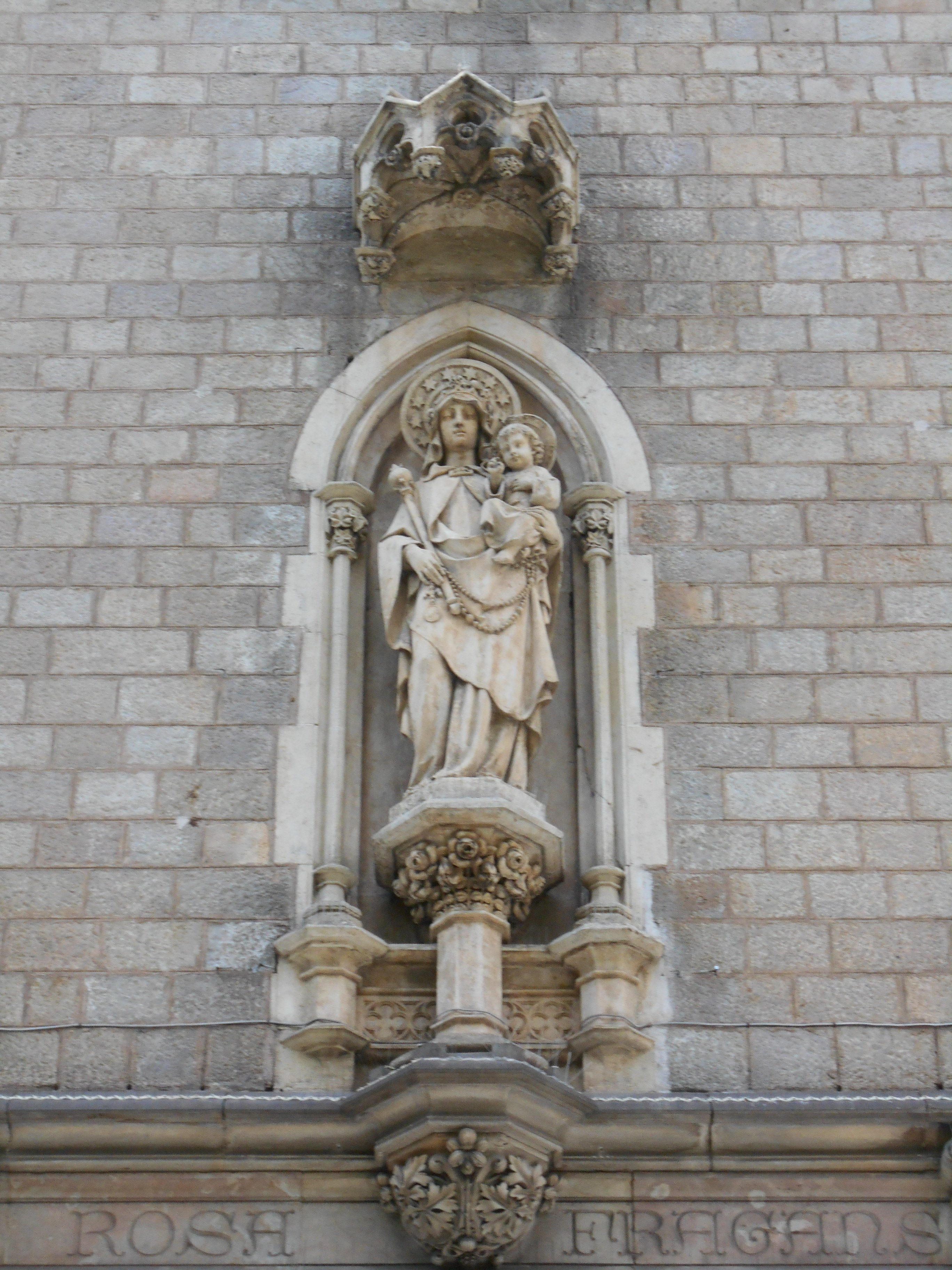
Escultura de la Virgen del Rosario.
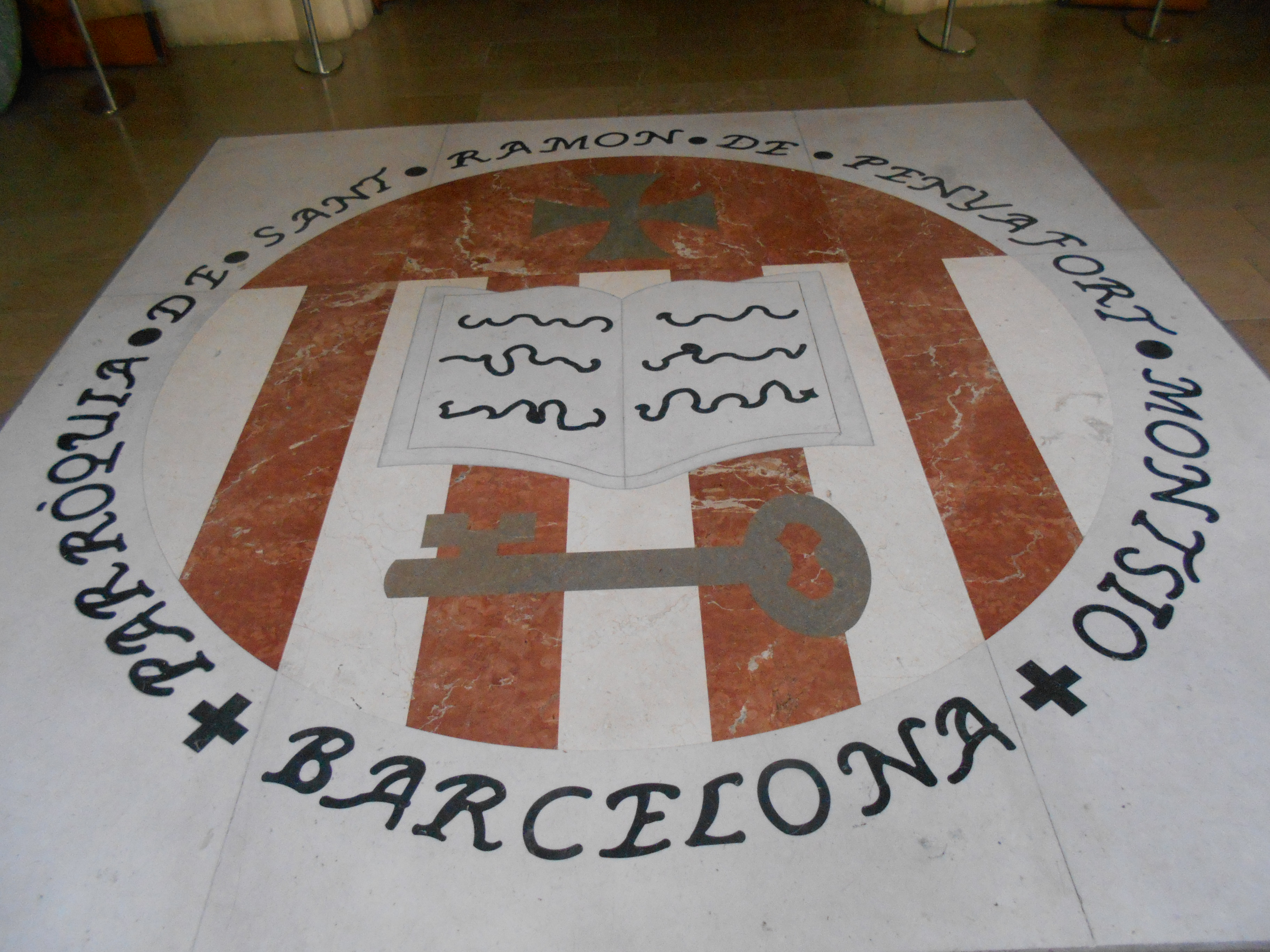
Mosaico en el atrio de entrada.
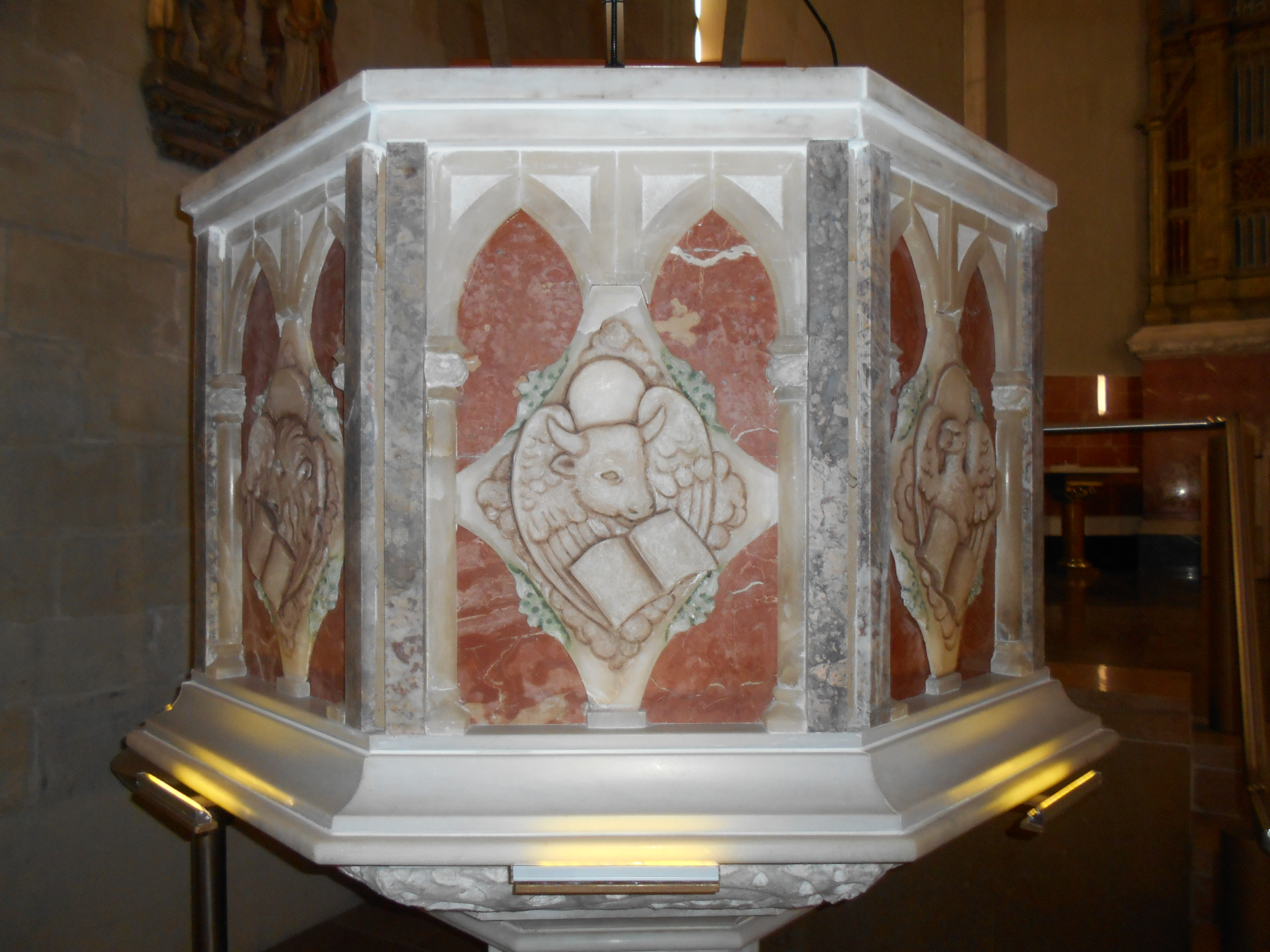
Púlpito con las imágenes del Tetramorfos.
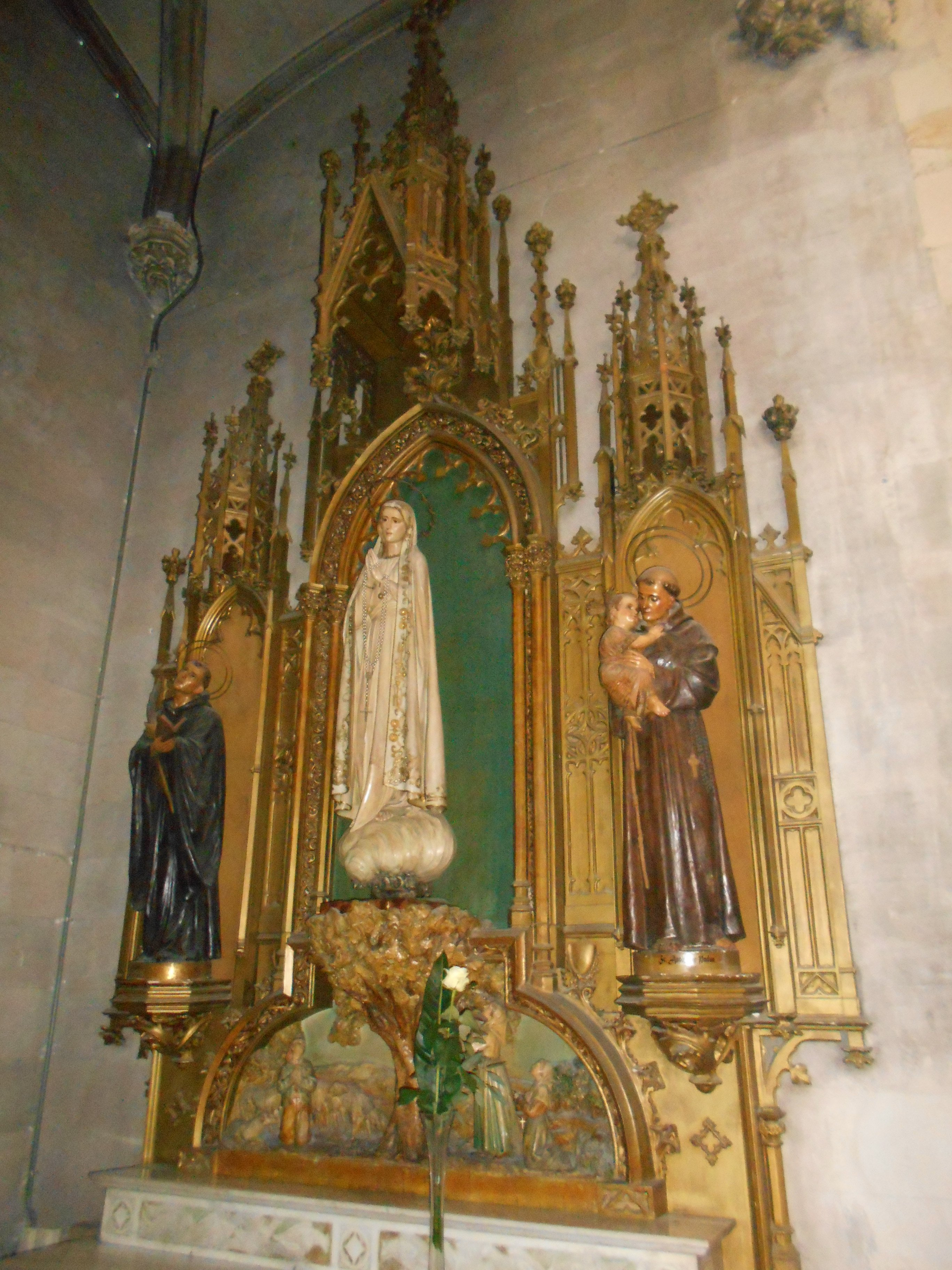
Capilla de la Virgen de Fátima.
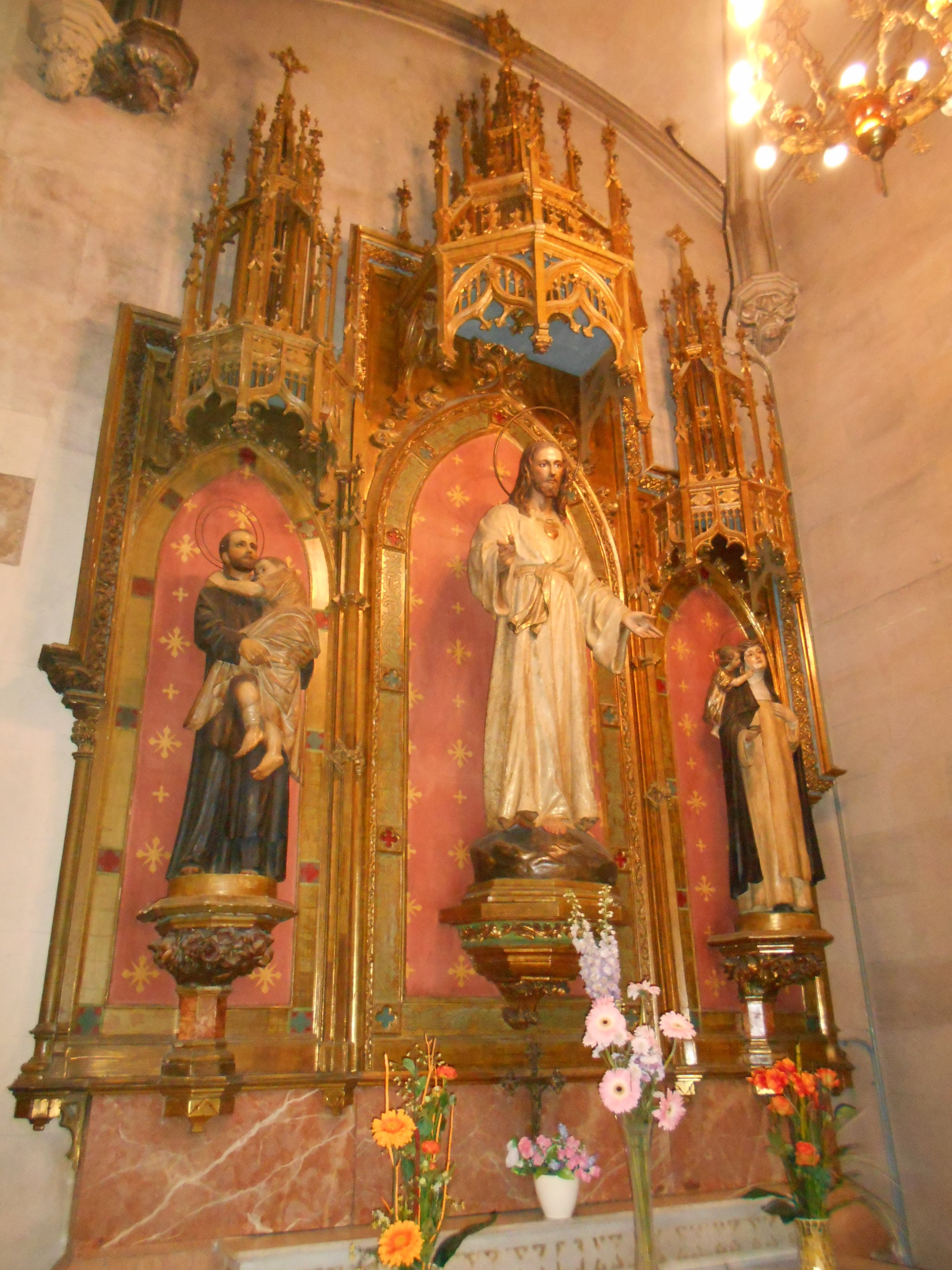
Capilla del Sagrado Corazón de Jesús.